# Make It in America
"Make It in America" es una canción interpretada por Victoria Justice para la serie hit VICTORiOUS presentada en el especial de una hora Tori Goes Platinum. La canción es el primer y único sencillo del álbum Victorious 2.0.

## Actuaciones
Además de interpretar la música en el episodio especial "Tori Goes Platinum" Victoria fue al programa The Ellen DeGeneres Show a interpretar música. También hizo una pequeña demostración en Orlando en Universal Studios junto con el elenco de Victorious, en el que se lleva a cabo.

## Composición
La canción de alrededor de 3 minutos y 22 segundos de duración, se deriva de los géneros dance-pop y pop rock, géneros de interpolación como azules.

## Video Musical
El clip se estrenó el Nickelodeon en 19 de mayo de 2012 y cuenta con Victoria y el elenco cantando la canción en un coche en el desierto y al final, en una fiesta.

## Charts
| Chart (2012)                                         | Peak position |
| ---------------------------------------------------- | ------------- |
| Estados Unidos US Kid Digital Song Sales (Billboard) | 1             |